# ISO 3166-2:CG
ISO 3166-2:CG — стандарт Международной организации по стандартизации, который определяет геокоды. Является подмножеством стандарта ISO 3166-2, относящимся к Республике Конго. Стандарт охватывает 10 департаментов и город (Браззавиль) Республики Конго. Каждый геокод состоит из двух частей: кода Alpha2 по стандарту ISO 3166-1 для Республики Конго — CG и дополнительного кода, записанных через дефис. Дополнительные коды образованы: трёхбуквенный города созвучно названию города, код департаментов одно-двухсимвольным числом. Геокоды департаментов Республики Конго являются подмножеством кодов домена верхнего уровня — CG, присвоенного Республики Конго в соответствии со стандартами ISO 3166-1.

## Геокоды Республики Конго
Геокоды 10 департаментов и города Браззавиль административно-территориального деления Республики Конго.
| Геокод | Административная единица | Статус      |
| ------ | ------------------------ | ----------- |
| CG-BZV | Браззавиль               | город       |
| CG-11  | Буэнза                   | департамент |
| CG-15  | Западный Кювет           | департамент |
| CG-5   | Куилу                    | департамент |
| CG-8   | Кювет                    | департамент |
| CG-2   | Лекуму                   | департамент |
| CG-7   | Ликуала                  | департамент |
| CG-9   | Ниари                    | департамент |
| CG-14  | Плато                    | департамент |
| CG-12  | Пул                      | департамент |
| CG-13  | Санга                    | департамент |

## Геокоды пограничных Республике Конго государств
- Центральноафриканская Республика ISO 3166-2:CF (на севере и северо-западе),
- Демократическая Республика Конго — ISO 3166-2:CD (на востоке и юго-востоке),
- Ангола — ISO 3166-2:AO (на юго-западе),
- Габон — ISO 3166-2:GA (на северо-западе),
- Камерун — ISO 3166-2:CM (на севере).